# Armalausios
Los armalausios o amalausos fueron una oscura tribu germánica que aparece citada en la Tabula Peutingeriana (siglo III o IV) entre los alamanes y los marcomanos. Pueden haber sido parte de los hermunduros. Philippus Brietius (1650) les ubica en el Alto Palatinado. Parecen haber cruzado el Danubio y reemplazado a los variscos en algún momento entre los siglos II y III y probablemente se fusionaron con los alamanes en el transcurso del siglo IV.